# Влашка бисерница 2
„Влашка бисерница 2“ је двоструки музички албум Слободана Домаћиновића из 2000-их у издању дискографске куће Фолк диск. Ово је други дупли албум Слободана Домаћиновића, након албума Влашка бисерница, који је у издању дискографске куће Југодиск изашао 1982. године.